# Esfera de influencia (astrodinámica)
Una esfera de influencia (SOI) en astrodinámica y astronomía es la región esferoide ovalada alrededor de un cuerpo celeste donde la influencia gravitatoria predominante sobre un cuerpo en órbita es la de este cuerpo. Esto se usa para describir las áreas en el Sistema Solar donde los planetas dominan las órbitas de los objetos que le rodean (como sus respectivas lunas), a pesar de la presencia de cuerpos más masivos como el Sol.
La ecuación general que describe el radio de la esfera de influencia de un planeta:{\displaystyle r_{SOI}}
{\displaystyle r_{SOI}=a\left({\frac {m}{M}}\right)^{2/5}}
Dónde
a es el semieje mayor del objeto más pequeño es (normalmente el del planeta) que orbita alrededor del cuerpo más grande (normalmente el Sol).
m y M son las masas del cuerpo más pequeño y el más grande (normalmente un planeta y el Sol), respectivamente.

## Tabla de radios de influencia
La tabla muestra los valores de la esfera de gravedad de los cuerpos del sistema solar en relación con el Sol:
| Cuerpo   | Radio (millones de km) | SOI Radio (radios de cuerpo) |
| -------- | ---------------------- | ---------------------------- |
| Mercurio | 0.112                  | 46                           |
| Venus    | 0.616                  | 102                          |
| Tierra   | 0.924                  | 145                          |
| Luna     | 0.0661                 | 38                           |
| Marte    | 0.576                  | 170                          |
| Júpiter  | 48.2                   | 687                          |
| Saturno  | 54.6                   | 1025                         |
| Urano    | 51.8                   | 2040                         |
| Neptuno  | 86.8                   | 3525                         |
| Plutón   | 3.13                   | 2720                         |

Todos estos son tomados en relación con el Sol, a excepción de la Luna, que es relativa a la Tierra.